# 塞爾希伊夫卡 (赫梅利尼茨基區)
49°31′22″N 26°37′0″E / 49.52278°N 26.61667°E
塞爾希伊夫卡（羅馬化：Serhiivka）是位於烏克蘭西部的村莊，由赫梅利尼茨基州裡赫梅利尼茨基區的納爾凱維奇市鎮負責管轄。該村面積1.08平方公里，海拔高度309米，2001年人口316，人口密度每平方公里292.6人。